# Luis Morao Andreazza
Luis Morao Andreazza (ur. 26 czerwca 1939 w Treviso) – włoski duchowny rzymskokatolicki posługujący w Salwadorze, w latach 2007-2016 biskup Chalatenango, franciszkanin.

## Życiorys
17 września 1964 złożył śluby zakonne w zakonie franciszkanów. Święcenia kapłańskie przyjął 29 czerwca 1966. Po święceniach pracował jako misjonarz kolejno w Filipinach (1967-1984), Gwatemali (1985-1986) oraz w Salwadorze (od 1988).
19 czerwca 1997 został mianowany administratorem apostolskim ordynariatu polowego Salwadoru, pozostał nim do momentu przyjęcia nominacji biskupiej. 12 listopada 2003 został prekonizowany biskupem pomocniczym Santa Ana ze stolicą tytularną Tullia. Sakrę biskupią otrzymał 17 stycznia 2004. 21 kwietnia 2007 został mianowany biskupem Chalatenango. 14 lipca 2016 przeszedł na emeryturę.